# جولین ماسون
جولین ماسون (انگلیسی: Julien Masson؛ زادهٔ ۱۸ ژوئن ۱۹۹۸) بازیکن فوتبال اهل فرانسه است.
از باشگاه‌هایی که در آن بازی کرده‌است می‌توان به باشگاه فوتبال والنسین اشاره کرد.